# Франсіско Армеро-і-Пеньяранда
Франсіско Армеро-і-Фернандес де Пеньяранда, маркіз Нервіон (ісп. Francisco Armero y Fernández de Peñaranda; 3 травня 1804—1 липня 1866) — іспанський військовик і політик, голова уряду Іспанії у 1857—1858 роках.

## Життєпис
Вступив на флот у 16-річному віці. Брав участь у боротьбі з перуанськими повстанцями (1824) та Першій карлістській війні (1834—1840).
1840 року вперше став міністром флоту, торгівлі та колоній і був ним у кабінетах Антоніо Гонсалеса, Валентина Ферраса й Модесто Кортасара. За чотири роки знову очолював те ж міністерство в кабінетах Рамона Нарваеса та Франсіско де Істуріса. Окрім того, у квітні 1846 року займав пост міністра оборони. Від 1851 до 1852 року знову був міністром флоту, торгівлі та колоній у кабінеті Хуана Браво Мурільйо.
У жовтні 1857 року сформував власний уряд. Його кабінет функціонував до 14 січня 1858. Одночасно Армеро обіймав посади міністра внутрішніх справ та оборони. Від 16 вересня 1864 до 21 липня 1865 року в кабінеті Рамона Нарваеса знову обіймав посаду міністра флоту, торгівлі та колоній.